# جائزة أوروبا الكبرى 2001
جائزة أوروبا الكبرى 2001 هو سباق فورمولا 1 أقيم بتاريخ 24 يونيو 2001 في حلبة نوربورغرينغ، ألمانيا. كان التاسع من أصل 17 في بطولة العالم لسباقات الفورمولا واحد موسم 2001. حلّ الألماني مايكل شوماخر أولا بينما جاء الكولومبي خوان بابلو مونتويا في المركز الثاني وحصل على المركز الثالث البريطاني ديفيد كولتهارد.